# Familie van der Ploeg
Familie van der Ploeg was een Nederlands kinderprogramma dat uitgezonden werd van 26 mei 2002 tot 28 juli 2002 door de VPRO. De serie werd gemaakt door en bestaande uit de leden van de cabaretgroep De Ploeg, en werd uitgezonden door Villa Achterwerk.
Centraal stond de disfunctionele familie Van der Ploeg. Deze familie woont in een huis dat ze delen met huisbaas Nonkel. Het huis is klein en bedompt, de jaren '50-sfeer druipt van de beeldbuis af.
De Familie van der Ploeg won in 2003 de Cinekid Publieksprijs. In 2004 kreeg de serie een vervolg 'Bij Pap en Map op de Thee' waarin Pap en Map kinderen op theevisite ontvangen.

## Personages
- Pap van der Ploeg (Han Römer): De huisvader en kostwinner van het gezin. Een nogal onverantwoordelijke vader die niet erg van zijn familie lijkt te houden, misschien met uitzondering van zijn lievelingszoon Berry.
- Map van der Ploeg (Titus Tiel Groenestege): Bezorgde moeder van het gezin. Houdt orde in het gezin en geeft veel om haar familie.
- Buck van der Ploeg (Joep van Deudekom): Oudste zoon. Pechvogel en minst favoriete zoon van de familie. Zijn familie gaat liever naar de bioscoop dan zijn verjaardag te vieren.
- Berry van der Ploeg (Viggo Waas): Middelste zoon. Erg dom en kan niet tegen zijn verlies, maar is desondanks een van de weinige personen waar Pap om geeft.
- Broer van der Ploeg (Peter Heerschop): Jongste zoon. Gevoelige jongen die aan ballet doet en altijd zijn knuffel bij zich draagt.
- Nonkel (Genio de Groot): Huisbaas met een oogje op Map. Woont bij de familie in en heeft nogal een hekel aan Pap. Hij lijkt meer aan de opvoeding van de jongens te doen dan Pap.

## Afleveringen
| Aflevering | Titel                | Uitzenddatum |
| ---------- | -------------------- | ------------ |
| 1          | Ziek                 | 26 mei 2002  |
| 2          | Dieren               | 2 juni 2002  |
| 3          | Sportclub            | 9 juni 2002  |
| 4          | Vakantie             | 16 juni 2002 |
| 5          | Van der Ploeg Spelen | 23 juni 2002 |
| 6          | Bijles               | 30 juni 2002 |
| 7          | Scheiden             | 7 juli 2002  |
| 8          | Moep                 | 14 juli 2002 |
| 9          | Bucks verjaardag     | 21 juli 2002 |
| 10         | 25 jaar getrouwd     | 28 juli 2002 |